# اللغة الإسبانية في الولايات المتحدة

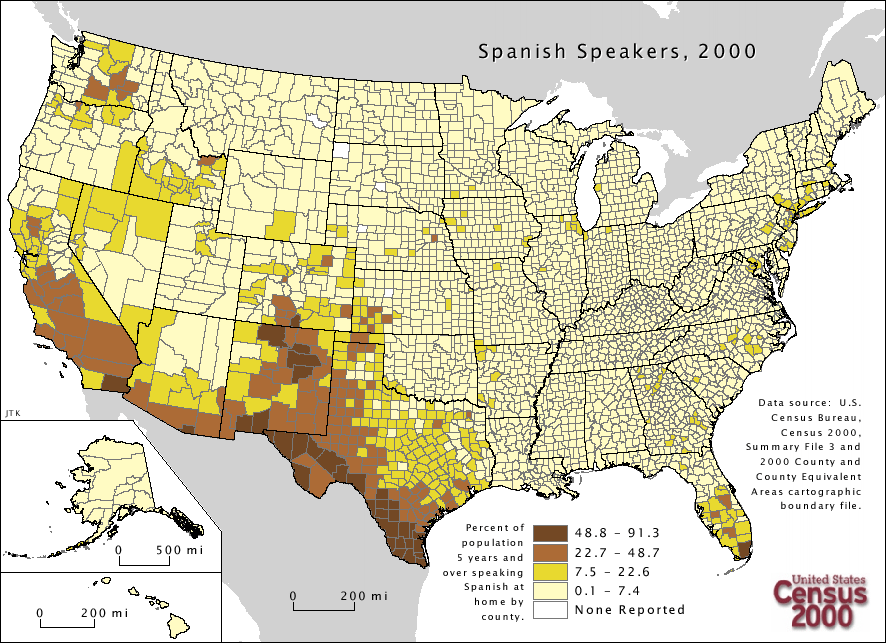
توزيع اللغة الإسبانية في الولايات المتحدة حسب المقاطعة عام 2000.

اللغة الإسبانية في الولايات المتحدة، هي اللغة الثانية الأكثر تحدثاً في الولايات المتحدة الأمريكية. هناك أكثر من 58 مليون أمريكي يتكلمون الإسبانية كلغة أولى أو ثانية أو كلغة تراثية، وهناك أكثر من ستة ملايين من طلاب اللغة الإسبانية في الولايات المتحدة. وهذا يجعل الولايات المتحدة ثالث أكبر دولة متحدثة بالإسبانية في العالم بعد المكسيك وكولومبيا. كما قَيَّم حوالي نصف جميع المتحدثين باللغة الإسبانية الأمريكية أنفسهم على أنهم يتحدثون الإنجليزية "بشكل جيد للغاية"؛ وذلك في تعداد سكان الولايات المتحدة لعام 2000.